# Josef Benetseder
Josef Benetseder es un ciclista austriaco nacido el 10 de febrero de 1983 en la localidad de Ried im Innkreis que fue profesional de 2006 a 2016.

## Palmarés
2010
- 1 etapa del Oberösterreichrundfahrt

2011
- 3.º en el Campeonato de Austria Contrarreloj

2012
- 2.º en el Campeonato de Austria en Ruta

2013
- Tour Bohemia